# Дівошин
Дівоши́н — село в Україні, у Овруцькій міській територіальній громаді Коростенського району Житомирської області. Населення становить 308 осіб (2001).

## Історія
У 1906 році — село Покалівської волості Овруцького повіту Волинської губернії. Відстань від повітового міста 25 верст, від волосты 10. Дворів 47, мешканців 285.
18 листопада 1921 р. під час Листопадового рейду через Рудню Дівошинську, повертаючись із походу, проходили залишки Волинської групи (командувач — Юрій Тютюнник) Армії Української Народної Республіки.
У 1923—34 роках — адміністративний центр Дівошинської сільської ради Словечанського й Овруцького районів.
До 13 квітня 2017 року село входило до складу Покалівської сільської ради Овруцького району Житомирської області.

#### Голокост
Улітку чи восени 1942 року на околиці села Дівошин було вбито близько 80 ромів.. У 1970-х роках пагорб розрівняли, а територію почали використовувати для сільськогосподарських потреб. У межах проєкту «Захистимо пам'ять» у 2019 році тут було висаджено «Ліс пам'яті» у тому місці, де, ймовірно, відбувся розстріл. 80 дерев символізують кількість жертв і мають захистити територію від сільськогосподарського використання. У червні 2019 років на цьому місці було відкрито меморіал..

## Відомі люди
- Кобилінський Володимир Ількович (нар. 1934) — український графік, живописець, мистецтвознавець, колекціонер[5].